# Jableh
Jableh (tiếng Ả Rập: جبلة; Ǧabla, cũng đánh vần là Jebleh, Jabala, Jablah, Gabala hoặc Gibellum) là một thành phố ven biển trên Địa Trung Hải ở Syria, 25 km (16 mi) phía bắc Baniyas và 25 km (16 mi) phía nam Latakia, với c. 80.000 dân (2008). Như Gabala cổ đại, nó là một giám mục Byzantine (vòm) và vẫn là một danh hiệu Công giáo Latinh. Nó chứa ngôi mộ và nhà thờ Hồi giáo Ibrahim Bin Adham, một nhà huyền môn Sufi huyền thoại, người đã từ bỏ ngai vàng Balkh và cống hiến cho những lời cầu nguyện cho đến cuối đời.

## Lịch sử

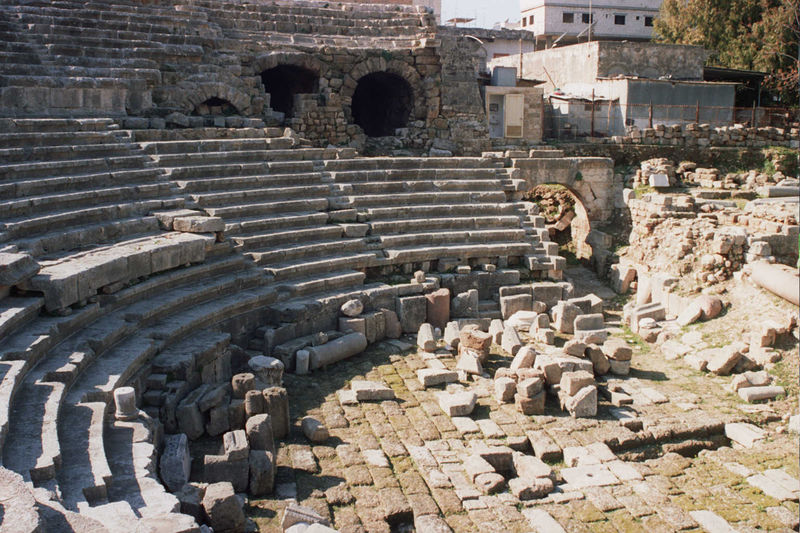
Nhà hát La Mã của Jableh

Jableh đã có người ở kể từ ít nhất thiên niên kỷ thứ hai trước Công nguyên. Thành phố này là một phần của vương quốc Ugaritic và được đề cập là "Gbʿly" trong kho lưu trữ của thành phố c. 1200 trước Công nguyên. Vào thời cổ đại, Jableh (sau đó gọi là Gabala) là một thành phố Hy Lạp quan trọng và sau đó là La Mã. Một trong những phần còn lại của thời kỳ này là một nhà hát, có khả năng nhà ở c.7.000 khán giả. Gần những con cá ngựa thậm chí còn tìm thấy những xác già có niên đại từ thời đồ sắt hoặc thời đại Phoenician.
Trong thời trung cổ, Jableh là một phần của Công quốc Antioch, một trong những quốc gia thập tự chinh, cho đến khi nó bị Saladin bắt giữ vào năm 1189 trong cuộc Thập tự chinh thứ ba. Một cư dân nổi tiếng là Hugh của Jabala, giám mục của thành phố, người đã báo cáo sự sụp đổ của Edessa cho Giáo hoàng Eugene III, và là người đầu tiên nói về Prester John.
Cách trung tâm thành phố chưa đến 1 km là địa điểm cổ xưa của Gibala, ngày nay được gọi là Tell Tweini. Thành phố này có người ở từ thiên niên kỷ thứ ba trước Công nguyên cho đến thời kỳ Ba Tư.
Vào ngày 23 tháng 5 năm 2016, Nhà nước Hồi giáo Iraq và Levant đã nhận trách nhiệm về bốn vụ đánh bom tự sát ở Jableh, nơi vẫn không bị ảnh hưởng nhiều kể từ khi Nội chiến Syria bắt đầu vào năm 2011. Nhằm mục đích tập hợp Alawite, những quả bom đã giết chết hơn một trăm người. Ở Tartus, cách nhiệt tương tự, ba máy bay ném bom khác đã giết chết 48 người.

## Nền kinh tế
Phần lớn người dân ở Jableh phụ thuộc vào nông nghiệp cho cuộc sống của họ, người dân trồng cây cam và chanh, ô liu, một số lượng lớn các ngôi nhà xanh cho rau có thể được tìm thấy ở phía nước này. Ở trung tâm thành phố, người dân làm việc buôn bán và có những nhà máy nhỏ trong thành phố để lấy bông và làm nước cam.

## Người dân địa phương đáng chú ý
- Người tiên phong Syria của thơ Ả Rập hiện đại Adunis.
- Izz ad-Din al-Qassam, một nhân vật Hồi giáo nổi tiếng đã chiến đấu chống thực dân Pháp ở Syria, sau đó chuyển đến Palestine nơi ông lãnh đạo một cuộc nổi loạn vũ trang chống lại chính quyền Anh và thực dân Do Thái.

## Các môn thể thao
Câu lạc bộ thể thao Jableh là một câu lạc bộ bóng đá (bóng đá) có trụ sở tại Jableh, chơi ở sân vận động Al-Baath, có sức chứa 10.000 người.

## Khí hậu
Jableh có khí hậu Địa Trung Hải mùa hè nóng bức (phân loại khí hậu Köppen Csa). 
| Dữ liệu khí hậu của {{{location}}} | Dữ liệu khí hậu của {{{location}}} | Dữ liệu khí hậu của {{{location}}} | Dữ liệu khí hậu của {{{location}}} | Dữ liệu khí hậu của {{{location}}} | Dữ liệu khí hậu của {{{location}}} | Dữ liệu khí hậu của {{{location}}} | Dữ liệu khí hậu của {{{location}}} | Dữ liệu khí hậu của {{{location}}} | Dữ liệu khí hậu của {{{location}}} | Dữ liệu khí hậu của {{{location}}} | Dữ liệu khí hậu của {{{location}}} | Dữ liệu khí hậu của {{{location}}} | Dữ liệu khí hậu của {{{location}}} |
| Tháng                              | 1                                  | 2                                  | 3                                  | 4                                  | 5                                  | 6                                  | 7                                  | 8                                  | 9                                  | 10                                 | 11                                 | 12                                 | Năm                                |
| ---------------------------------- | ---------------------------------- | ---------------------------------- | ---------------------------------- | ---------------------------------- | ---------------------------------- | ---------------------------------- | ---------------------------------- | ---------------------------------- | ---------------------------------- | ---------------------------------- | ---------------------------------- | ---------------------------------- | ---------------------------------- |
| [ cần dẫn nguồn ]                  |                                    |                                    |                                    |                                    |                                    |                                    |                                    |                                    |                                    |                                    |                                    |                                    |                                    |